# Kabinett Caillaux

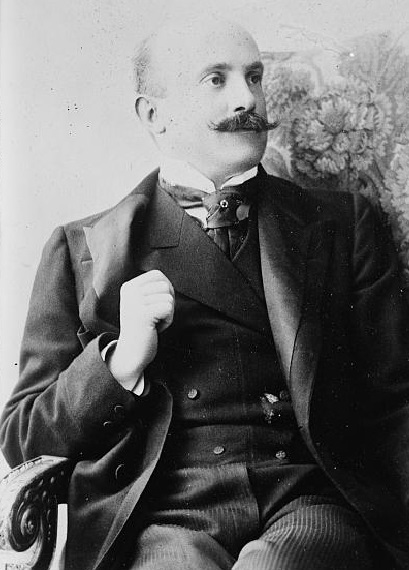
Joseph Caillaux

Das Kabinett Caillaux war eine Regierung der Dritten Französischen Republik. Es wurde am 27. Juni 1911 von Premierminister (Président du Conseil) Joseph Caillaux gebildet und löste das Kabinett Monis ab. Es blieb bis zum 14. Januar 1912 im Amt und wurde vom Kabinett Poincaré I abgelöst.
Das Kabinett wurde von folgenden Parteien und Fraktionen getragen: Radicaux indépendants (RI), Parti républicain, radical et radical-socialiste (PRRRS), Parti républicain-socialiste (PRS), Alliance démocratique und Parti républicain démocratique (PRD) und Socialistes indépendants (SI).

## Kabinett
Dem Kabinett gehörten folgende Minister an:
- Premierminister: Joseph Caillaux (PRRRS)
- Minister des Inneren und Religion: Joseph Caillaux
- Justizminister: Jean Cruppi (PRRRS)
- Außenminister: Justin de Selves (ARD, PRD)
- Finanzen: Louis-Lucien Klotz (PRRRS)
- Kriegsminister: Adolphe Messimy (PRRRS)
- Minister für Marine: Théophile Delcassé (RI)
- Minister für öffentlichen Unterricht und Kunst: Théodore Steeg (PRRRS)
- Minister für öffentliche Arbeiten, Post und Telegraphie: Jean-Victor Augagneur (SI, PRS)
- Minister für Handel und Industrie: Maurice Couyba (PRRRS)
- Landwirtschaftsminister: Jules Pams (PRRRS)
- Minister für die Kolonien: Albert Lebrun (ARD, PRD)
- Minister für Arbeit und Sozialfürsorge: René Renoult (PRRRS)

### Unterstaatssekretäre
Dem Kabinett gehörten folgende Sous-secrétaires d’État an:
- Innen- und Religionsministerium: Louis Malvy (PRRRS)
- Schöne Künste: Étienne Dujardin-Beaumetz (RI)
- Finanzministerium: René Besnard (PRRRS)
- Post- und Telegraphie: Charles Chaumet (ARD, PRD)

## Historische Einordnung

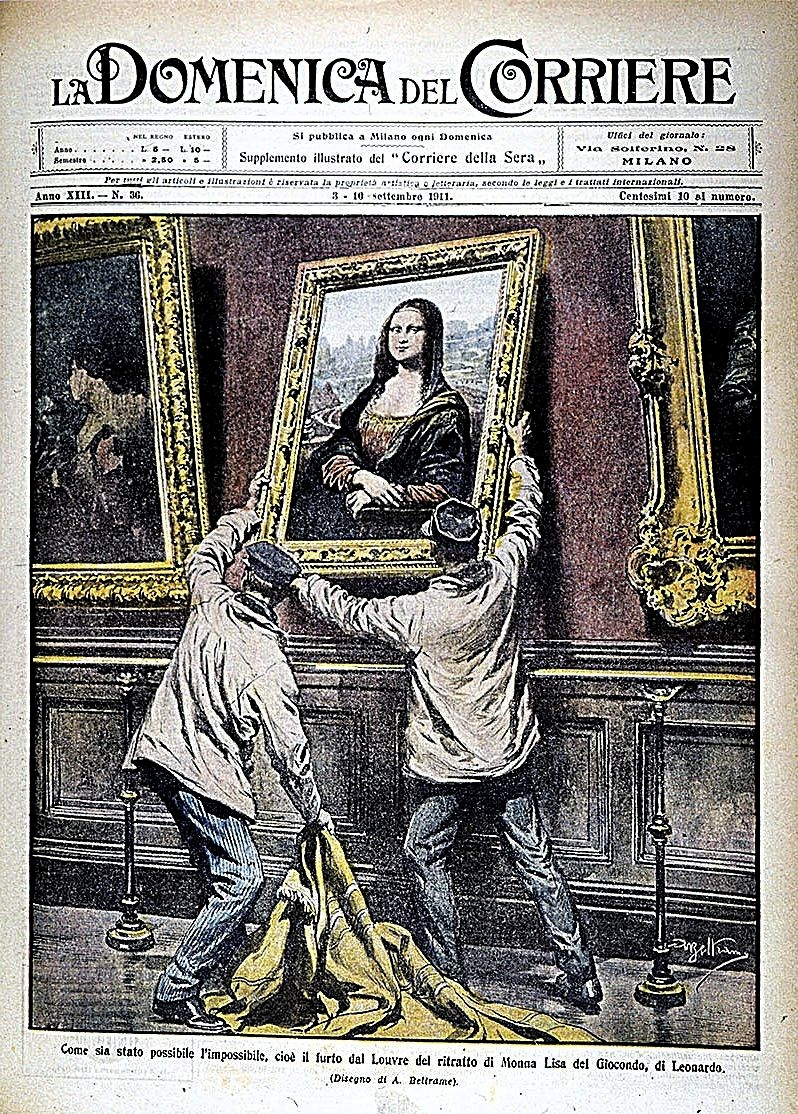
Diebstahl der Mona Lisa

Am 1. Juli 1911 bezog das deutsche Kanonenboot Panther Stellung vor Agadir in Marokko, wodurch die Zweite Marokkokrise ausgelöst wurde. Die Krise wurde im November mit dem Marokko-Kongo-Vertrag beigelegt. Dieser Vertrag war in der Regierungskoalition umstritten; insbesondere Georges Clemenceau opponierte gegen ihn. Der Rücktritt Außenministers de Selves und weitere Attacken Clemenceaus führten zum Sturz der Regierung. Caillaux erklärte dazu später:

« Mein Verbrechen in den Augen meiner Gegner war es, den Frieden zu wollen, den sie hassen, weil er den materiellen und moralischen Wohlstand des republikanischen Frankreichs sichert. »

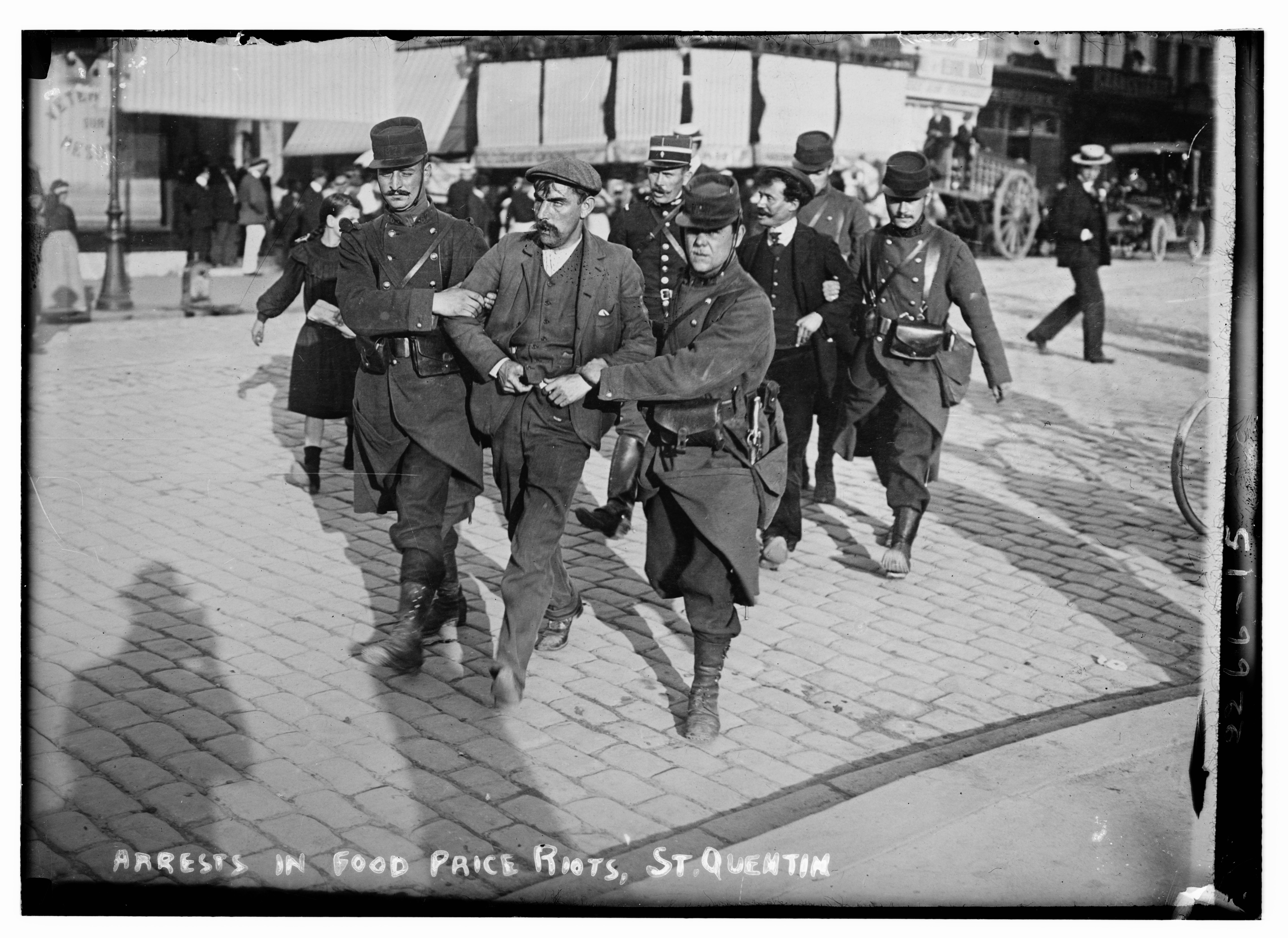
Festnahmen bei den Aufständen gegen hohe Lebensmittelpreise in Saint-Quentin

Am 26. Juli veröffentlichte die Zeitung La Guerre sociale das Geständnis eines Geheimdienstmitarbeiters, dass er während des Streiks von Draveil und Villeneuve-Saint-Georges als Agent Provocateur tätig war, um Clemenceau zu ermöglichen, verstärkt gegen die CGT vorzugehen. Am 22. August wurde die Mona Lisa aus dem Louvre gestohlen. Am 30. und 31. August wurden Unruhen in Saint-Quentin gegen die hohen Lebenshaltungskosten (unter anderem Plünderung der städtischen Markthallen und der umliegenden Geschäfte) von der Armee niedergeschlagen.